# Lokman Slim
Mohsen Lokman Slim (en árabe: لقمان محسن سليم; Beirut, 17 de julio de 1962 - Sidón, 4 de febrero de 2021) fue un editor, activist social y político libanés que vivió y trabajó en los suburbios del sur de Beirut y el Valle de la Becá. También fue un comentarista reconocido internacionalmente sobre política libanesa y de Oriente Medio.

## Primeros años y carrera
Lokman Slim nació en Haret Hreik (cerca de Beirut) en 1962, donde vivió hasta que se mudó a Francia en 1982 para estudiar Filosofía en la Sorbona. Regresó a Beirut en 1988. Dos años más tarde, fundó Dar al Jadeed Publishing House, que publica literatura árabe y ensayos de contenido controvertido. Sus publicaciones van desde libros prohibidos por la Seguridad General libanesa hasta las primeras traducciones al árabe de los escritos de Mohammad Jatamí, el expresidente reformista iraní, que generó controversia dentro de la comunidad chií en el Líbano. Varios de los artículos, ensayos y traducciones de Slim se han publicado en periódicos y libros en inglés, francés y árabe.

## El arte como activismo político
En 2001, Slim se mudó a la industria del cine con el establecimiento de Umam Productions, que ha producido varias películas, incluida Massaker, codirigida por Slim y ganadora del Premio Fipresci en el Festival Internacional de Cine de Berlín en 2005. En 2004, cofundó Umam Documentation & Research (D&R), una organización sin fines de lucro con sede en el suburbio de Haret Hreik, en el sur de Beirut, donde la organización está creando un archivo abierto de materiales relacionados con la historia social y política del Líbano. La organización monta y facilita exposiciones en su famoso "Hangar" para que los artistas aborden abiertamente las cicatrices de la Guerra Civil Libanesa (1975-1990), que se considera tabú y no se enseña ni en la escuela primaria ni en la secundaria. Umam también organiza proyecciones de películas, exposiciones de arte y debates relacionados con la violencia civil y la memoria de la guerra.
Una de las exhibiciones en curso de Umam desde 2008 es "Desaparecidos", un collage de fotografías que muestran a personas desaparecidas de la Guerra Civil Libanesa. La exposición se presenta en conjunto con el Comité de Familiares de Secuestrados y Desaparecidos en el Líbano, Apoyo a los Libaneses en Detención y Exilio y el Comité de Familias de los Detenidos Libaneses en Siria junto con cientos de personas relacionadas con los desaparecidos.

## La educación cívica como motor de cambio político

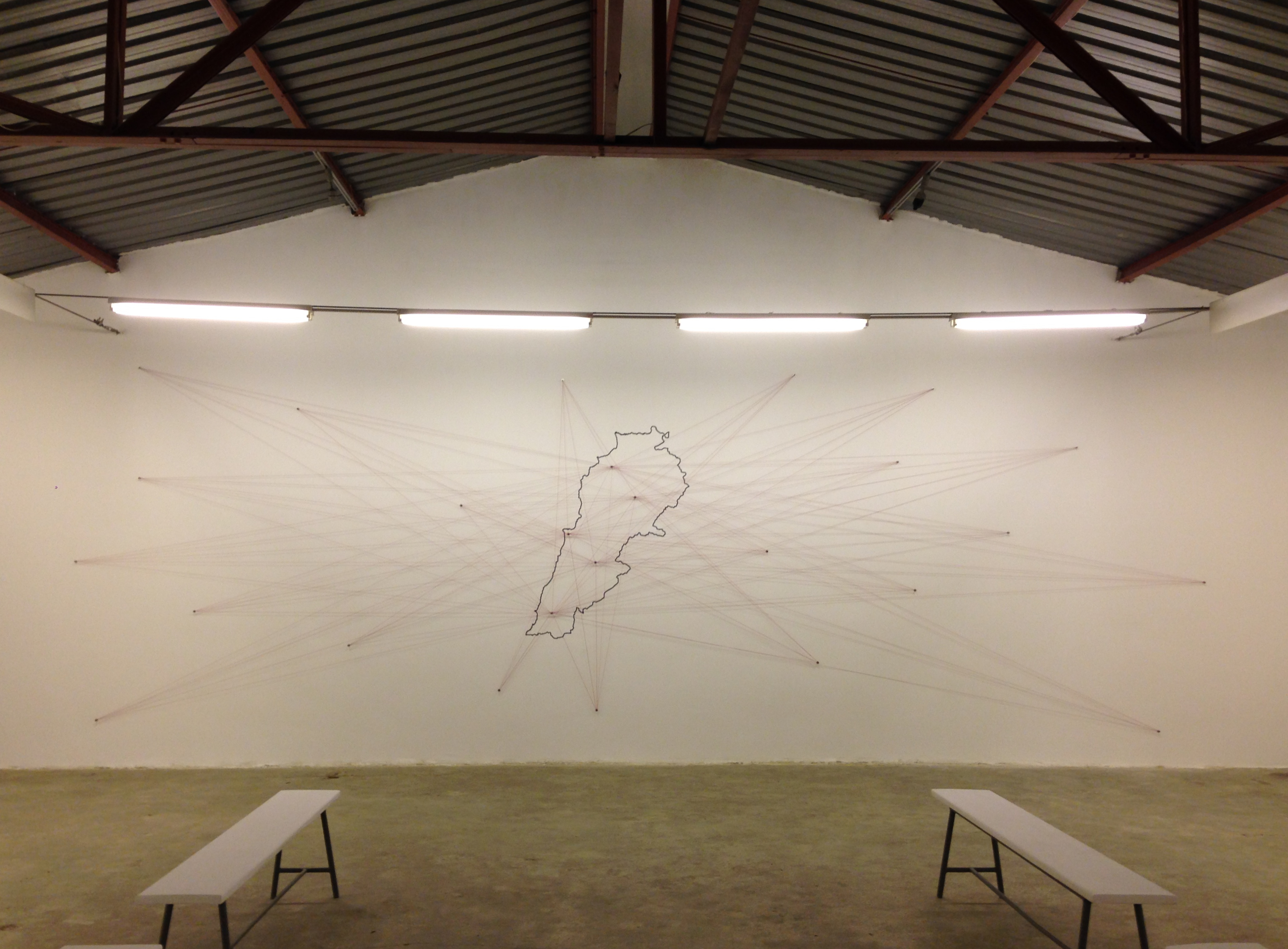
El "Hangar", 2018

El proyecto de Slim Hayya Bina (HB) es una iniciativa que comenzó durante las elecciones parlamentarias de 2005 en Líbano con el objetivo de promover la participación ciudadana en el proceso político y oponerse al sistema sectario libanés. El mismo Slim comparó las comunidades sectarias de base religiosa con “celdas en las que se encarcela a los libaneses”. Hayya Bina implementa proyectos en todo el país, particularmente en las comunidades chiitas del sur del Líbano, el “Dahieh” de Beirut, el Monte Líbano y las regiones del Valle de Becá.
En 2008, Hayya Bina participó como socia del proyecto “Citizen Lebanon” del Instituto Nacional Demócrata (NDI). Junto con las capacitaciones de liderazgo y participación cívica realizadas por el NDI, Hayya Bina encabezó una serie de proyectos de promoción pública en áreas chiitas del Líbano. En Baalbek, el personal de campo de Hayya Bina organizó un proyecto de pesticidas para ayudar a impulsar la economía de los agricultores locales; en Shmustar, el personal se coordinó con los residentes para defender públicamente los servicios de recolección de basura para prevenir la propagación de enfermedades transmisibles; en Hermel, hizo un proyecto regional para limpiar el río Assi, que incluía actividades de concienciación ambiental, días de limpieza y discusiones formales con funcionarios electos.
Hayya Bina continúa implementando el único programa nacional de educación en inglés de Líbano para mujeres adultas, “Teach Women English”, contratando maestros en áreas rurales para dar clases en zonas económicamente deprimidas en el sur y el Valle de Becá. La pedagogía del programa combina la gramática formal con nodos sustantivos, como los derechos humanos, la educación cívica, el lugar de trabajo y el vocabulario del hogar. El énfasis transregional del programa también ha permitido a los maestros rurales, que nunca han abandonado sus aldeas, viajar por el país para participar en programas de formación de maestros.

## Muerte
En la noche del 3 de febrero de 2021, Lokman regresaba solo con su automóvil de Sidón a Beirut, pero no se pudo dar con su paradero en las siguientes horas. Más tarde se descubrió su automóvil, y Lokman fue encontrado muerto dentro de él, luego de que le dispararan cuatro tiros en la cabeza y uno en la espalda. Fue ingresado en un hospital local, donde fue declarado muerto. Su hermana dijo que "probablemente haya un trasfondo ideológico y político en el asesinato". Hezbollah negó su participación en el asesinato y condenó las acusaciones contra el grupo.